# Prefektura Hiroszima

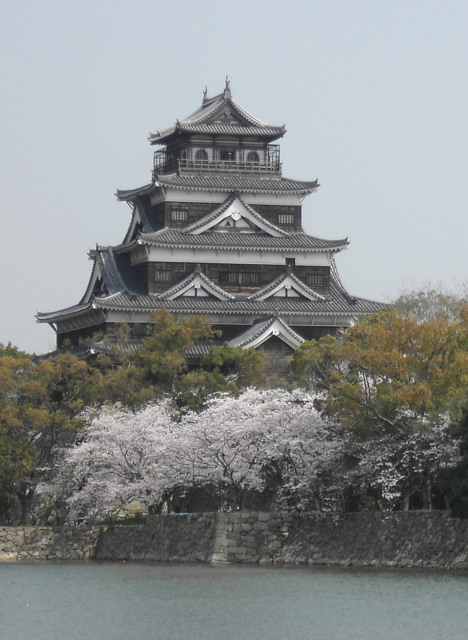
Zamek Hiroszima

Prefektura Hiroszima albo Hirosima (jap. 広島県 Hiroshima-ken) – prefektura znajdująca się w regionie Chūgoku, w Japonii, na wyspie Honsiu (Honshū). Jej stolicą jest miasto Hiroszima.

## Położenie
Prefektura leży w południowej części wyspy Honsiu w środkowej części regionu Chūgoku nad Morzem Wewnętrznym. Jest położona pomiędzy 133°28′E~132°02′E i 34°02′N~35°06′N. Powierzchnia prefektury wynosi 8479 km², co daje jej pod tym względem jedenastą pozycję wśród japońskich prefektur.
Teren jest bardzo różnorodny począwszy od górzystych terenów na północy prefektury i opadających ku południu dolinami, przechodzącymi następnie w równiny, a skończywszy na malowniczym wybrzeżu Morza Wewnętrznego, wypełnionego licznymi wysepkami.

## Klimat
Prefektura jest obdarzona łagodnym klimatem, omijana przez katastrofy naturalne, jak tajfuny i trzęsienia ziemi. Jednak różnica między górskimi, północnymi częściami i południowym wybrzeżem jest wyraźna. Średnia temperatura dla rejonów północnych wynosi 12 °C, a średnia opadów 1700 mm, odpowiednio na południu – 15 °C i 1500 mm.

## Historia
Region, w którym leży obecna prefektura Hiroshima zaczął prosperować na przełomie VI i VII wieku. W tamtym czasie na obecnych terenach istniały dwie prowincje: Aki i Bingo.
Miasteczka rozwijały się dzięki położeniu na szlakach komunikacyjnych prowadzących poprzez góry oraz na wysepkach.
W prowincji Aki w 1555 roku Motonari Mōri wygrał bitwę pod Itsukushimą przeciwko Harutace Sue i ustanowił swój ród jako główną siłę w całym zachodnim Honsiu (Honshū). W 1589 roku Terumoto Mōri, regionalny daimyō okresu Sengoku, zbudował zamek w obecnej Hiroshimie, która od tego czasu była siedzibą rodu Mōri aż do 1600 roku.
Od 1619 roku centrum prowincji Bingo stanowił zamek w Fukuyamie.
W epoce Edo tereny te były podzielone na dwie domeny: Fukuyama na wschodzie, Hiroshima na zachodzie.
W 1876 roku, wkrótce po obaleniu systemu hanów (1871), ustalono obecne granice prefektury Hiroshima.
W czasie II wojny światowej na miasto Hiroshimę została zrzucona – po raz pierwszy w historii świata – bomba atomowa. Okoliczne miasta również ucierpiały w wyniku licznych bombardowań. Po wojnie Hiroshima została odbudowana w zachodnim stylu i stała się symbolem światowego pokoju, jak też największym miastem regionu Chūgoku-Shikoku.

## Demografia
Populacja prefektury wynosi 2,857 mln mieszkańców, co plasuje ją na 12. miejscu w kraju.

### Miasta
W prefekturze jest 14 miast rangi -shi (市) i 9 mniejszych:

- Akitakata
- Etajima
- Fuchū
- Fukuyama
- Hatsukaichi
- Higashihiroshima
- Hiroszima (stolica)
- Kure
- Mihara
- Miyoshi
- Onomichi
- Ōtake
- Shōbara
- Takehara

## Gospodarka
Prefektura posiada bogate zasoby leśne i rolnicze, co daje jej znaczącą pozycję w Japonii. Istotne gałęzie przemysłu to: produkcja samochodów (główna siedziba koncernu Mazda) i przemysł stoczniowy w miastach Kure i Mihama.

## Uczelnie
- Elisabeth University of Music (エリザベト音楽大学 Erizabeto Ongaku Daigaku; jezuicki)
- Fukuyama City University (福山市立大学 Fukuyama Shiritsu Daigaku; publ., w gestii miasta Fukuyama)
- Fukuyama Heisei University (福山平成大学 Fukuyama Heisei Daigaku)
- Fukuyama University (福山大学 Fukuyama Daigaku)
- Hijiyama University (比治山大学 Hijiyama Daigaku)
- Hiroshima Bunka Gakuen (広島文化学園大学 Hiroshima Bunka Gakuen Daigaku)
- Hiroshima Bunkyo University (広島文教大学 Hiroshima Bunkyō Daigaku)
- Hiroshima City University (広島市立大学 Hiroshima Shiritsu Daigaku; publ., w gestii miasta Hiroshima)
- Hiroshima Institute of Technology (広島工業大学 Hiroshima Kōgyō Daigaku)
- Hiroshima International University (広島国際大学 Hiroshima Kokusai Daigaku)[19]
- Hiroshima Jogakuin University (広島女学院大学 Hiroshima Jogakuin Daigaku; żeński, chrześc.)
- Hiroshima Kokusai Gakuin University (広島国際学院大学 Hiroshima Kokusai Gakuin Daigaku)
- Hiroshima Shudo University (広島修道大学 Hiroshima Shūdō Daigaku)
- Hiroshima University (広島大学 Hiroshima Daigaku)
- Hiroshima University of Economics (広島経済大学 Hiroshima Keizai Daigaku)
- Onomichi City University (尾道市立大学 Onomichi Shiritsu Daigaku; w gestii miasta Onomichi)
- Prefectural University of Hiroshima (県立広島大学 Kenritsu Hiroshima Daigaku; publ., w gestii prefektury Hiroshima)
- Sanyo Women’s College (山陽女子短期大学 San’yō Joshi Tanki-daigaku, żeński)
- Yasuda Women’s University (安田女子大学 Yasuda Joshi Daigaku; żeński)

## Festiwale
- Hiroshima Flower Festival – odbywa się co roku w dniach od 3 do 5 maja (w czasie „złotego tygodnia”, kilku świąt występujących jedno po drugim)
- Mihara Yassa Festival w Mihara – festiwal tańca, organizowany co roku w sierpniu, upamiętniający taniec yassa-odori, który tańczono dla upamiętnienia ukończenia zamku Mihara. Urok tego tańca polega na tym, że każdy może go tańczyć na swój własny sposób
- Hiroshima Kagura – prezentacje tradycyjnego tańca kagura przez różne zespoły[4]

## Turystyka

### Miejsca godne zwiedzenia
- Hiroshima Peace Memorial (Pomnik Pokoju), także Genbaku Dōmu (Kopuła Bomby Atomowej)
- Zamek Hiroshima
- Shukkei-en (Ogród Miniaturowych Krajobrazów) w Hiroshimie
- Mitaki-dera – świątynia buddyjska w Hiroshimie
- Chram Itsukushima (Itsukushima-jinja)
- Park Momijidani (Momijidani-kōen) w Hatsukaichi
- Góra Misen (535 m) w Hatsukaichi
- Miyajima Public Aquarium (Miyajima Suizokukan) w Hatsukaichi
- Senkō-ji – świątynia buddyjska w Onomichi
- Jōdo-ji – świątynia buddyjska w Onomichi
- Saikoku-ji – świątynia buddyjska w Onomichi
- Onomichi City Museum of Art (Onomichi Shiritsu Bijutsukan)

## Galeria

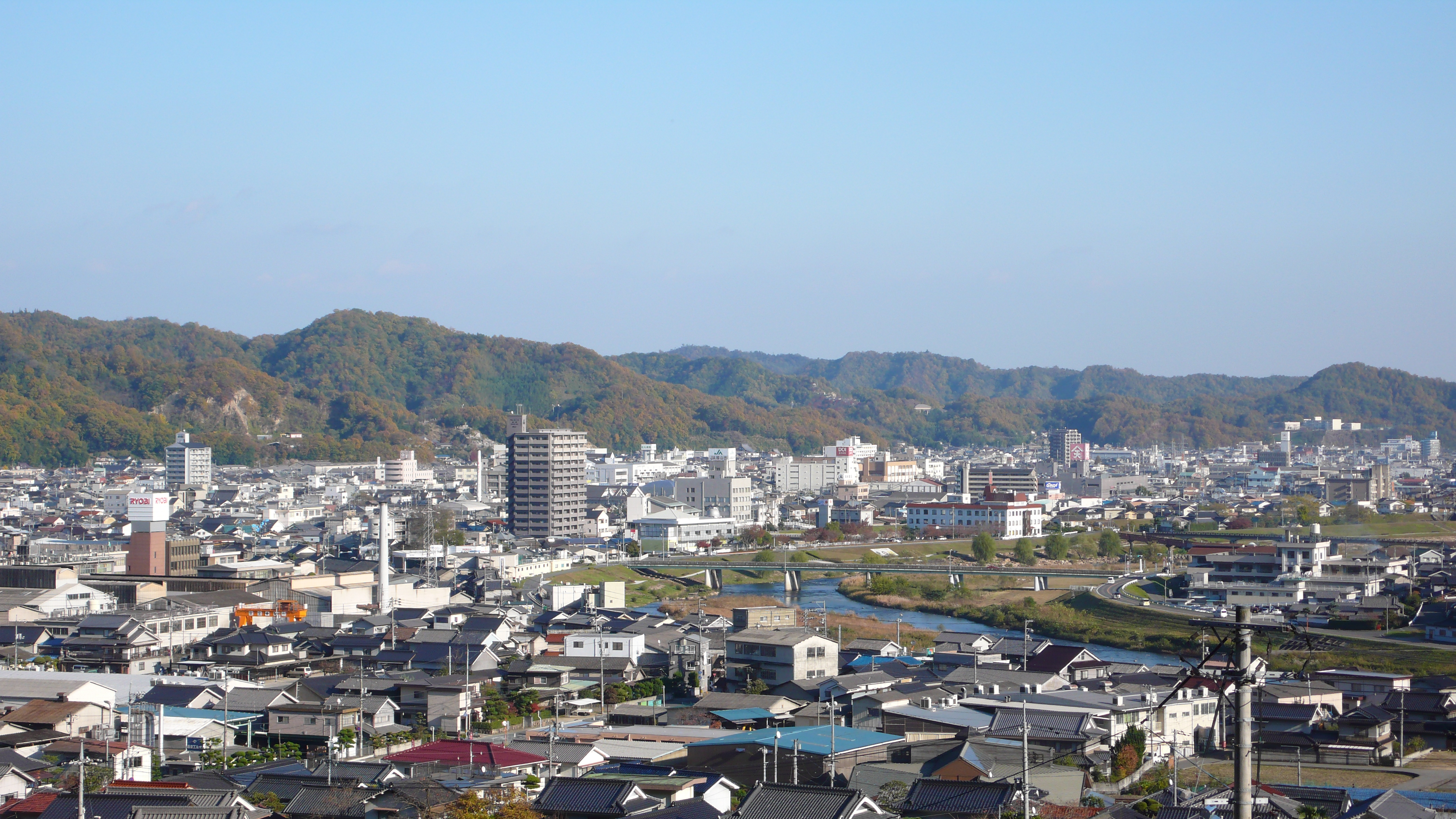
Miasto Fuchū
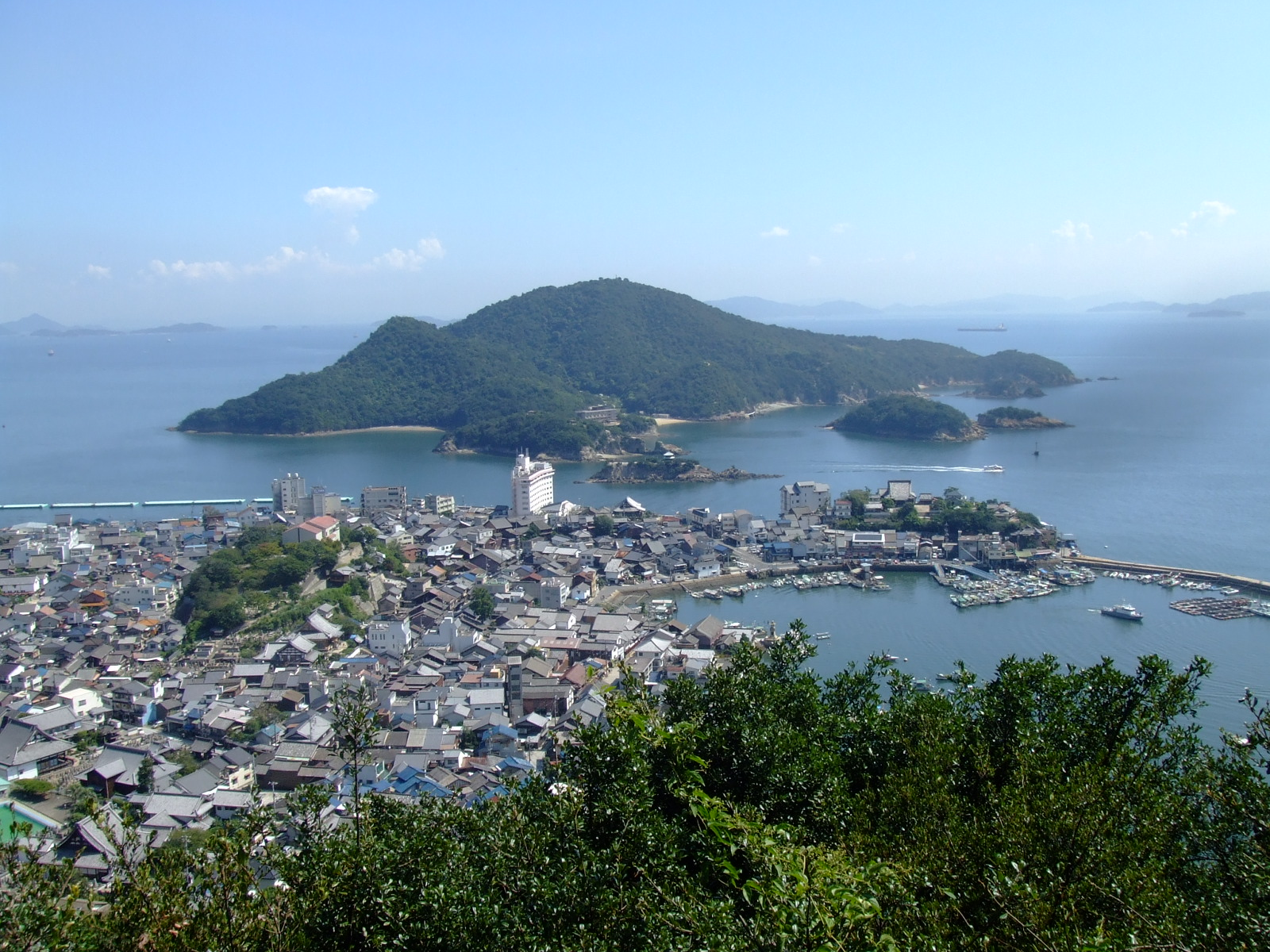
Fukuyama, port Tomonoura, wyspa Sensui
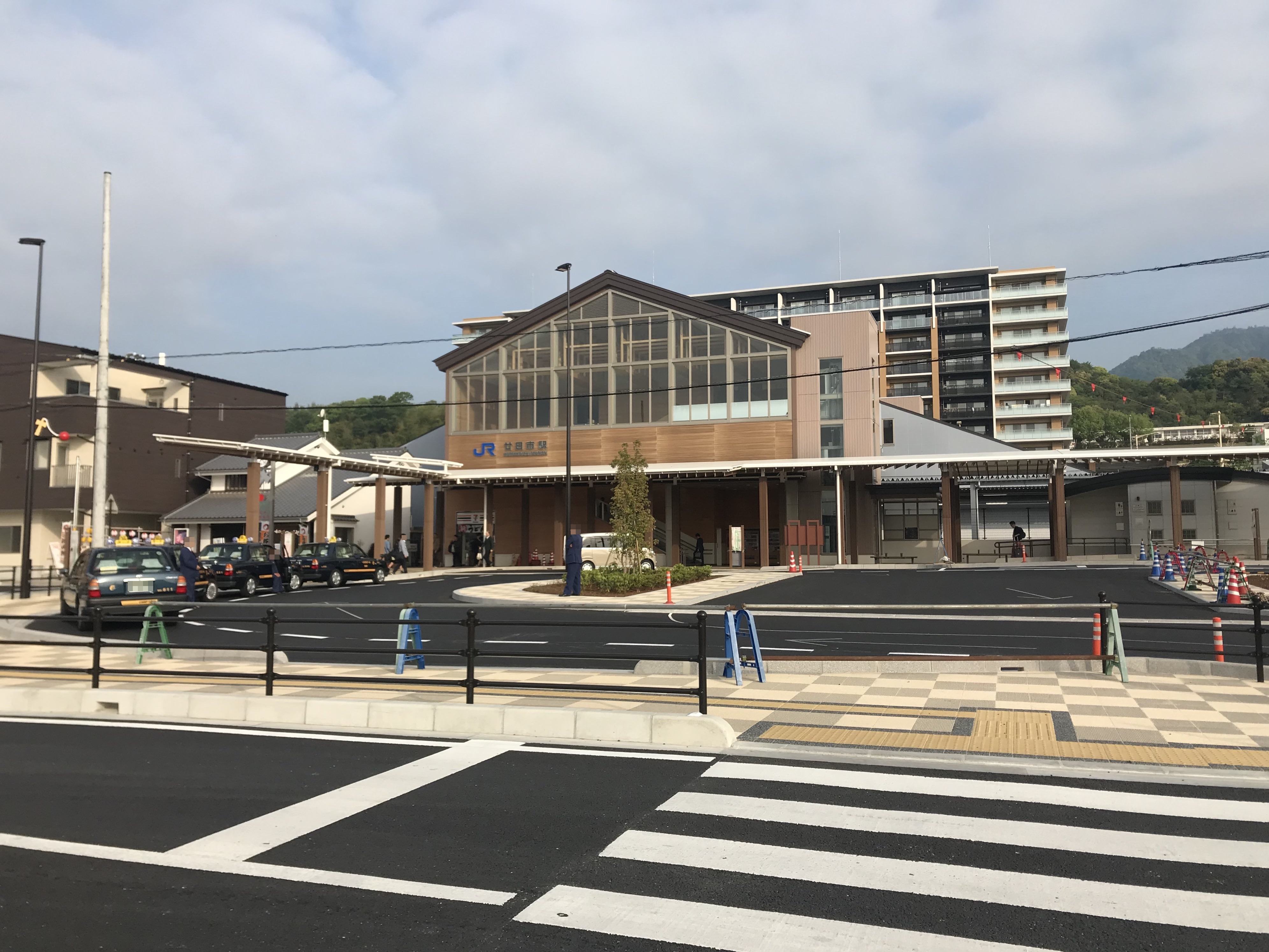
Dworzec w Hatsukaichi
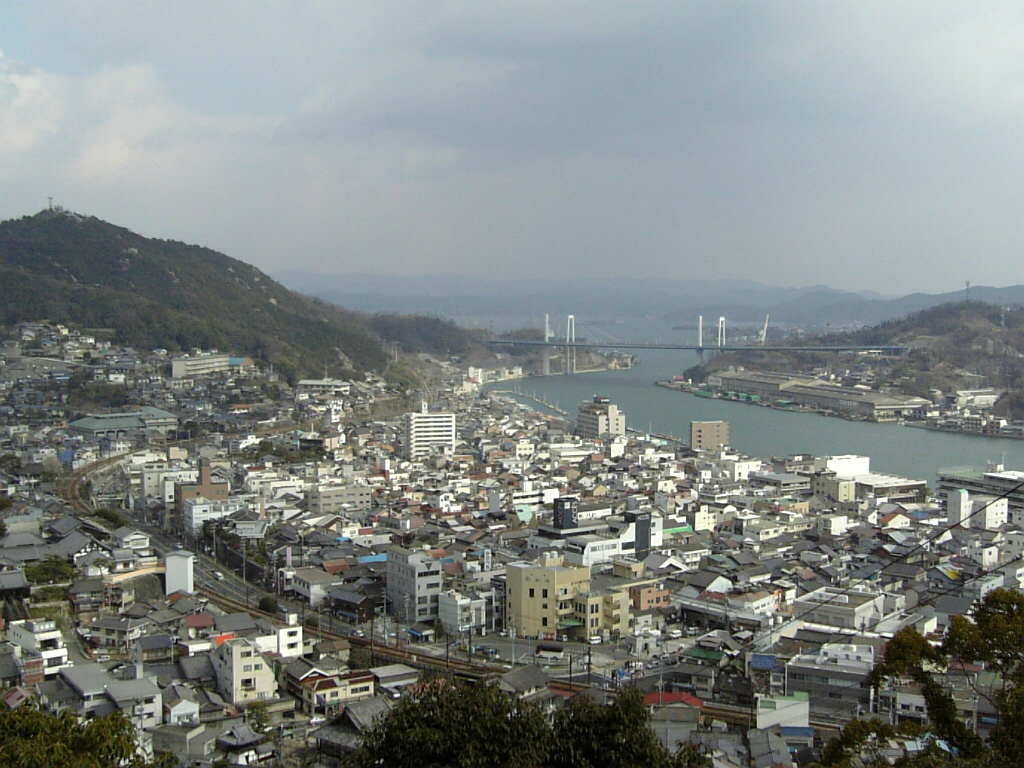
Onomichi, widok z Senkō-ji
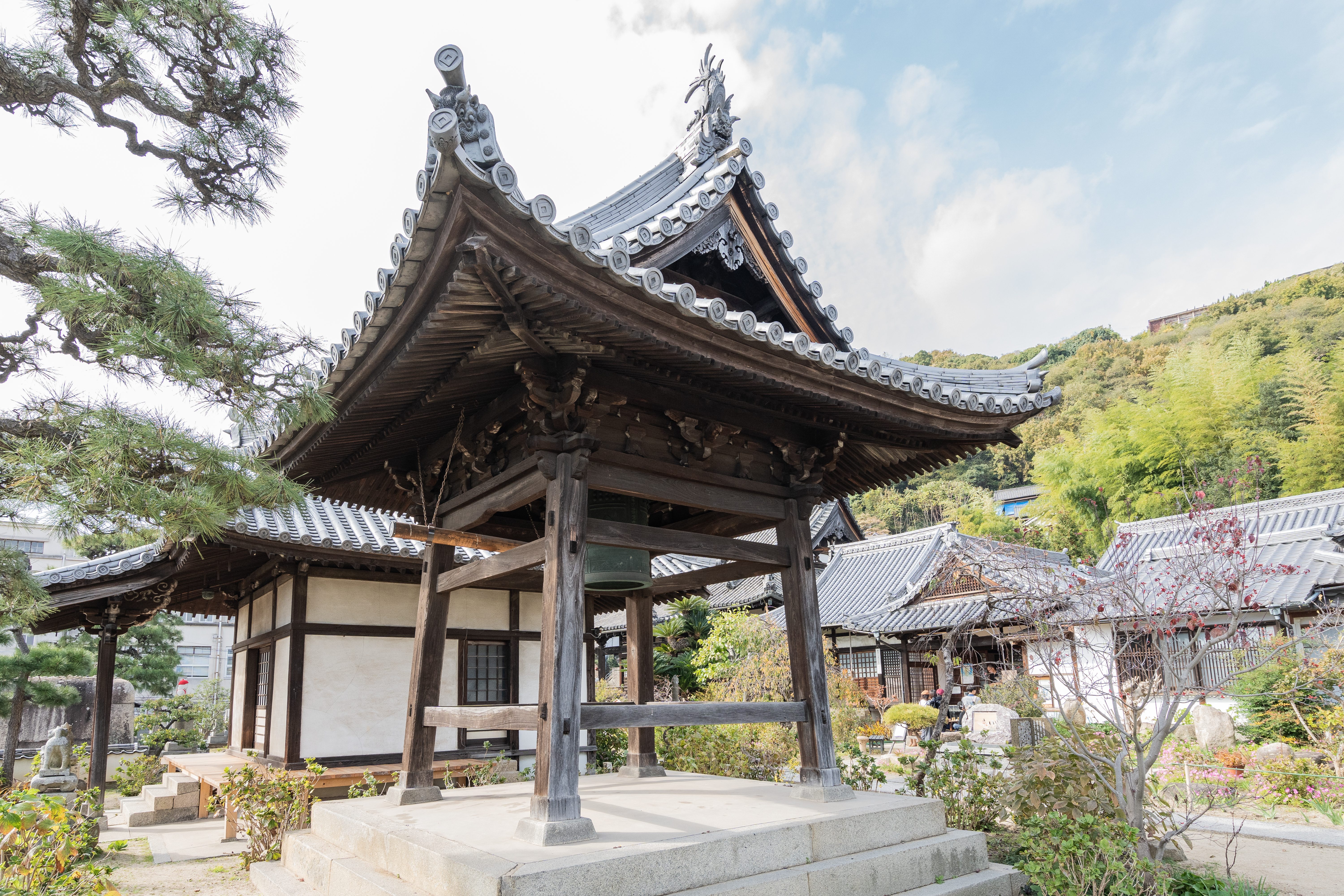
Świątynia Jikō-ji w Onomichi
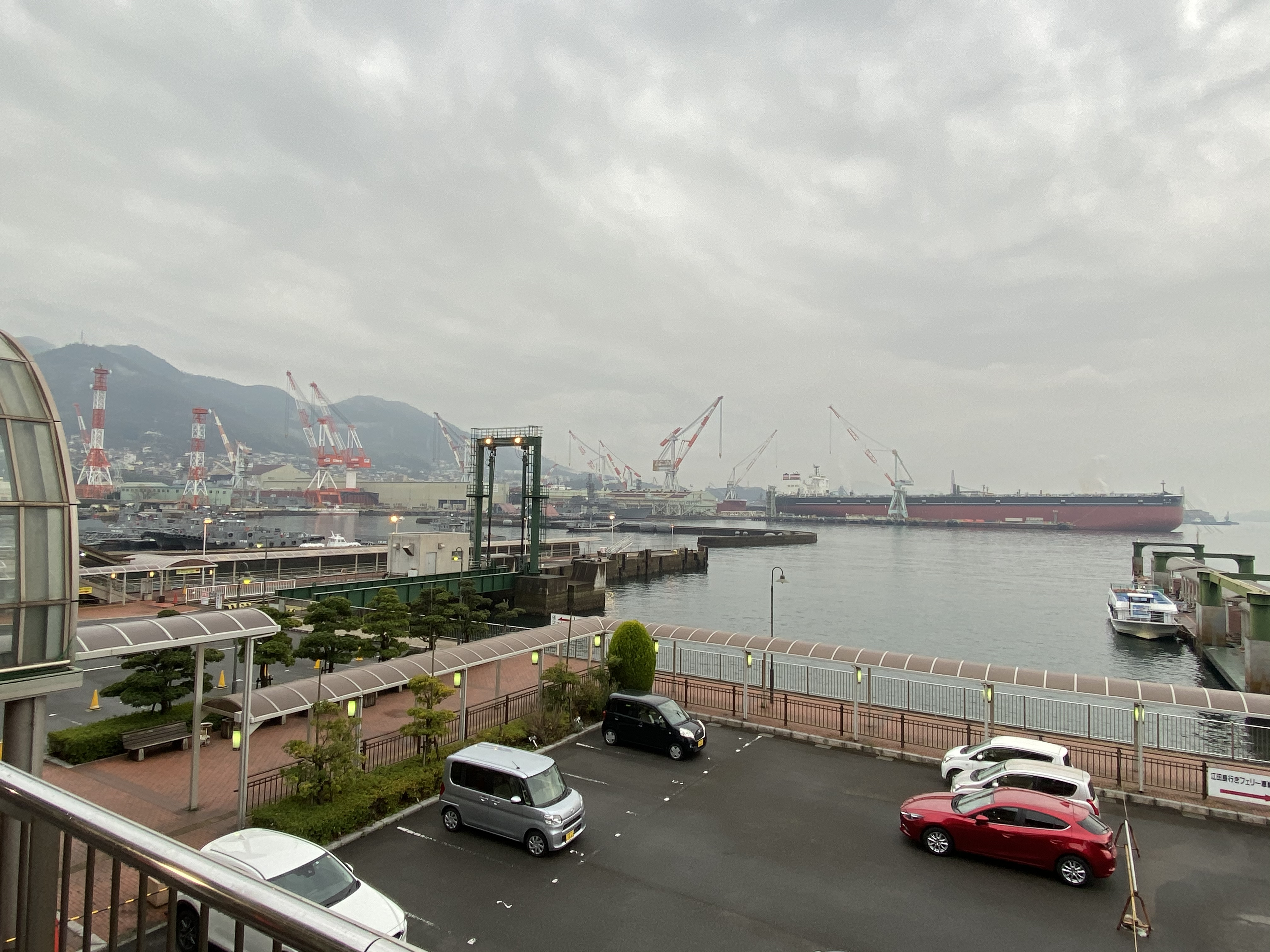
Port w Kure